# Gegenes niso
Gegenes niso is een vlinder uit de familie van de dikkopjes (Hesperiidae). De wetenschappelijke naam van de soort werd, als Papilio niso, gepubliceerd in 1764 door Carl Linnaeus.